# Erbach (Rhénanie-Palatinat)
Pour les articles homonymes, voir Erbach.
Ellern est une municipalité du Verbandsgemeinde Rheinböllen, dans l'arrondissement de Rhin-Hunsrück, en Rhénanie-Palatinat, dans l'ouest de l'Allemagne.